# مارتيم ميرسيو دا سيلفيرا
مارتيم ميرسيو دا سيلفيرا (بالبرتغالية: Martim Mércio da Silveira‏) الشهير باسم مارتيم (2 مارس 1911 - 16 أغسطس 1972) لاعب كرة قدم برازيلي راحل كان يجيد اللعب في خط الوسط.
لعب طوال مسيرته الرياضية في أندية غواراني (1929) بوتافوغو (1930-1932) بوكا جونيورز (1933-1934) بوتافوغو (1935-1940).
مثل منتخب البرازيل في 6 مباريات (1932-1938). شارك مع منتخب البرازيل في بطولة كأس العالم 1934 في إيطاليا حيث خرج من الدور الثمن النهائي وفي بطولة كأس العالم 1938 في فرنسا حيث احتل المركز الثالث.

## وصلات خارجية
- مارتيم ميرسيو دا سيلفيرا على موقع الاتحاد الدولي (مؤرشف)  (الإنجليزية)
- مارتيم ميرسيو دا سيلفيرا على موقع ناشيونال فوتبول تيمز (الإنجليزية)
- مارتيم ميرسيو دا سيلفيرا على موقع Soccerway.com (الإنجليزية)
- مارتيم ميرسيو دا سيلفيرا على موقع عالم كرة القدم.نت (الإنجليزية)

- سيرة ذاتية